# 上杉房実
上杉 房実（うえすぎ ふさざね）は、室町時代中期から戦国時代にかけての武将・連歌作者。上条房実ともいう。

## 生涯
上杉清方の子として誕生。「天文上杉・長尾系図」では刈羽郡上条の地を治める上条上杉家を継いだとされるが確証はない。
室町幕府の信頼厚く、東国の要として活躍した兄であり越後国守護・房定の時代には京より多くの文化人や公家らが越後を訪れ、越後の文化は大いに発展した。房実も連歌を嗜み、長享2年（1488年）越後を訪れた万里集九を迎えて詩歌の会を催している。明応4年（1495年）に成立した新撰菟玖波集には玄澄法師の名で6句入集している。また尊応流、二楽流の流れをくむ能書家として「筆跡流儀系図」「流儀集」「古筆流儀別」に名が挙げられている。